# Васильєва Наталія Борисівна
Наталія Борисівна Васильєва (рос. Наталья Борисовна Васильева; 29 січня 1936, Ленінград, РРФСР, СРСР — 2 лютого 2001, Санкт-Петербург, Росія) — радянський і російський художник по костюмах, художник-постановник кіно і театру. Член Спілки художників СРСР. Заслужений художник Російської Федерації (1997).

## Біографічні відомості
У 1962 році закінчила факультет живопису Ленінградського інституту живопису, скульптури та архітектури імені І. Рєпіна (майстерня М.П. Бобишова).
Працювала художником по костюмах і художником-постановником на кіностудії «Ленфільм».
Померла 2 лютого 2001 року в Санкт-Петербурзі.

## Фільмографія
- «Женя, Женечка і „катюша“» (1967, малюнки; реж. В. Мотиль)
- «У вогні броду немає» (1967, малюнки; реж. Г. Панфілов)
- «Початок» (1970, художник по костюмах; реж. Г. Панфілов)
- «Шельменко-денщик» (1971, художник по костюмах; реж. А. Тутишкін)
- «Тінь» (1971, художник по костюмах; реж. Н. Кошеверова)
- «Міщани» (1971, художник по костюмах; телеверсія вистави Ленінградського Великого драматичного театру ім. М. Горького (1966), реж. Г. Товстоногов)
- «Полковник у відставці» (1975, художник по костюмах; реж. Ігор Шешуков)
- «Зірка привабливого щастя» (1975, художник по костюмах; реж. В. Мотиль)
- «Сентиментальний роман» (1976, художник по костюмах; реж. І. Масленников)
- «Ярославна, королева Франції» (1978, художник по костюмах; реж. І. Масленников)
- «Дружина пішла» (1979, художник по костюмах; реж. Д. Асанова)
- «Повернемося восени» (1979, художник по костюмах; реж. О. Симонов)
- «Нікудишня» (1980, художник по костюмах; реж. Д. Асанова)
- «Ти повинен жити» (1980, художник по костюмах; реж. В. Чумак)
- «Сільва» (1981, художник по костюмах; реж. Ян Фрід)
- «Що б ти вибрав?» (1981, художник по костюмах; реж. Д. Асанова)
- «Голос» (1982, художник по костюмах; реж. І. Авербах
- «Пацани» (1983, художник-постановник у співавт.; реж. Д. Асанова)
- «Милий, любий, коханий, єдиний...» (1984, художник-постановник; реж. Д. Асанова)
- «Лівша» (1986, художник-постановник; реж. С. Овчаров)
- «Одного разу збрехавши…» (1987, художник-постановник; реж. В. Бортко)
- «Пан оформлювач» (1988, художник-постановник; реж. О. Тепцов)
- «Одруження Бальзамінова» (1989, художник-постановник; реж. О. Бєлінський)
- «Воно» (1989, художник-постановник; реж. С. Овчаров)
- «Молода Катерина» (1991, художник-постановник; реж. Майкл Андерсон / англ. Michael Anderson (Велика Британія/Канада/США/СРСР)
- «Місячне сяйво» (1992, к/м; художник-постановник)
- «Остання тарантела» (1992, телевізійний фільм-балет; художник-постановник; реж. О. Бєлінський)
- «Провінційний бенефіс» (1993, художник-постановник, художник по костюмах (у співавт.); реж. О. Бєлінський)
- «Agnus Dei» (1995, художник-постановник; Росія/Німеччина)
- «Фараон» (у циклі «Міфи») (1999, художник-постановник, художник по костюмах; реж. С. Овчаров)

## Призи і нагороди
- 1986 — Конкурс професійних премій к/с «Ленфільм» і Ленінградського відділення СК: Премія ім. Є. Єнея за найкращу роботу художника («Лівша»)
- 1993 — Конкурс професійних премій к/с «Ленфільм» і Ленінградського відділення СК: Премія ім. Є. Єнея за найкращу роботу художника («Провінційний бенефіс»)
- 1997 — Заслужений художник Російської Федерації (29 липня 1997 року) — за заслуги в галузі мистецтва[1]

## Номінації на кінопремію «Ніка»
- 1988 — Номінант національної премії Російської Академії кінематографічних мистецтв «Ніка»: Найкраща робота художника («Пан оформлювач»)[2]
- 1993 — Номінант національної премії Російської Академії кінематографічних мистецтв «Ніка»: Найкраща робота художника по костюмах («Провінційний бенефіс», у співавт.)[3]

## Пам'ять
- 2018 — рос. «Наталья Васильева. Художник кино» — документальний фільм про Наталію Васильєву з циклу «Люди ленінградського кіно» / рос. «Люди ленинградского кино» (реж. Тетяна Чистова, студія «АКВ»)[4].